# Isla Torre (Palmer)
La isla Torre es una isla de la Antártida perteneciente al archipiélago Palmer. Se ubica a 63°33′S 59°51′O / -63.550, -59.850 a 32 km (20 millas) al noreste de la isla Trinidad, en el extremo noreste del archipiélago y a 13 millas al norte del cabo Kater en la costa oeste de la península Antártica. 
El nombre le fue dado por Edward Bransfield, de la Marina Real británica, el 30 de enero de 1820, quien la describió como una isla redonda. Tiene 8 km (4,5 millas) de longitud, alcanzando una altitud de 305 m. Se halla completamente cubierta por el hielo, por lo que no se aprecian elevaciones o depresiones que se destaquen.

## Reclamaciones territoriales
Argentina incluye a la isla en el departamento Antártida Argentina dentro de la provincia de Tierra del Fuego, Antártida e Islas del Atlántico Sur; para Chile forma parte de la comuna Antártica de la provincia Antártica Chilena dentro de la Región de Magallanes y de la Antártica Chilena; y para el Reino Unido integra el Territorio Antártico Británico. Las tres reclamaciones están sujetas a los términos del Tratado Antártico.
Nomenclatura de los países reclamantes: 
- Argentina: isla Torre
- Chile: isla Torre
- Reino Unido: Tower Island